# Chabad

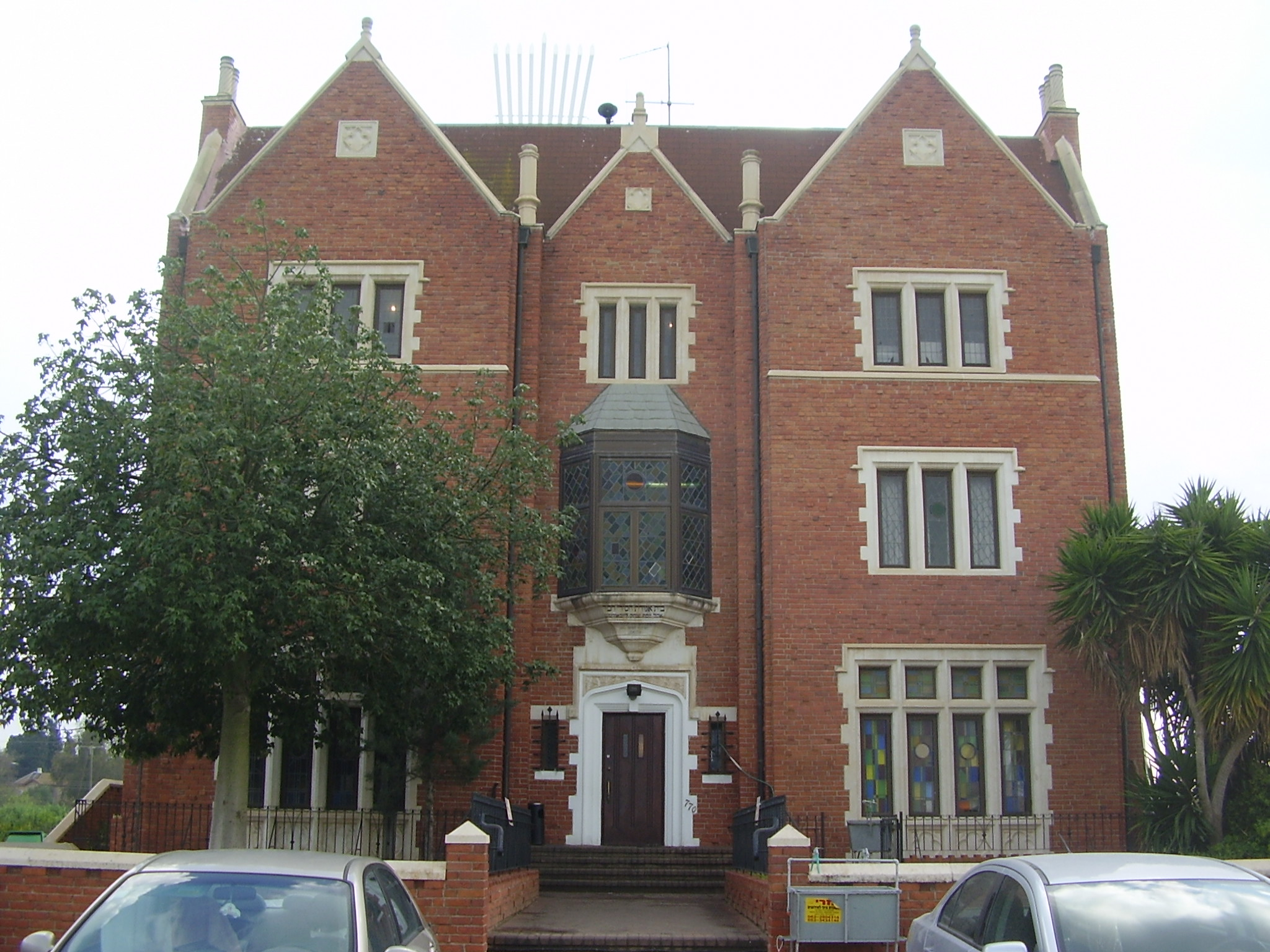
Das Hauptgebäude von Chabad Lubawitch in Kfar Chabad, Israel

Chabad (hebräisch חב״ד) oder Lubawitsch (jiddisch ליובאוויטש Ljubawitsch), oft kombiniert zu Chabad-Lubawitsch, ist eine in jüdisch-liberalen Kreisen  umstrittene jüdische Gruppierung, die von Rabbiner Schne'ur Salman (1745–1812) im späten 18. Jahrhundert in Ljady begründet wurde und Teil des Chassidismus, einer religiös-mystischen Strömung, ist. Die Anhänger organisieren sich in Gruppierungen oder Dynastien, geleitet von deren Rebbes, und unterhalten Institutionen und Emissäre, genannt Schluchim, in rund 70 Ländern. Ihr heutiges Zentrum liegt im Wohnviertel Crown Heights im New Yorker Stadtteil Brooklyn. Die zentrale Chabad-Synagoge liegt ebenfalls in Crown Heights und wird nach ihrer Adresse „770 Eastern Parkway“ auch 770 genannt. 

## Geschichte

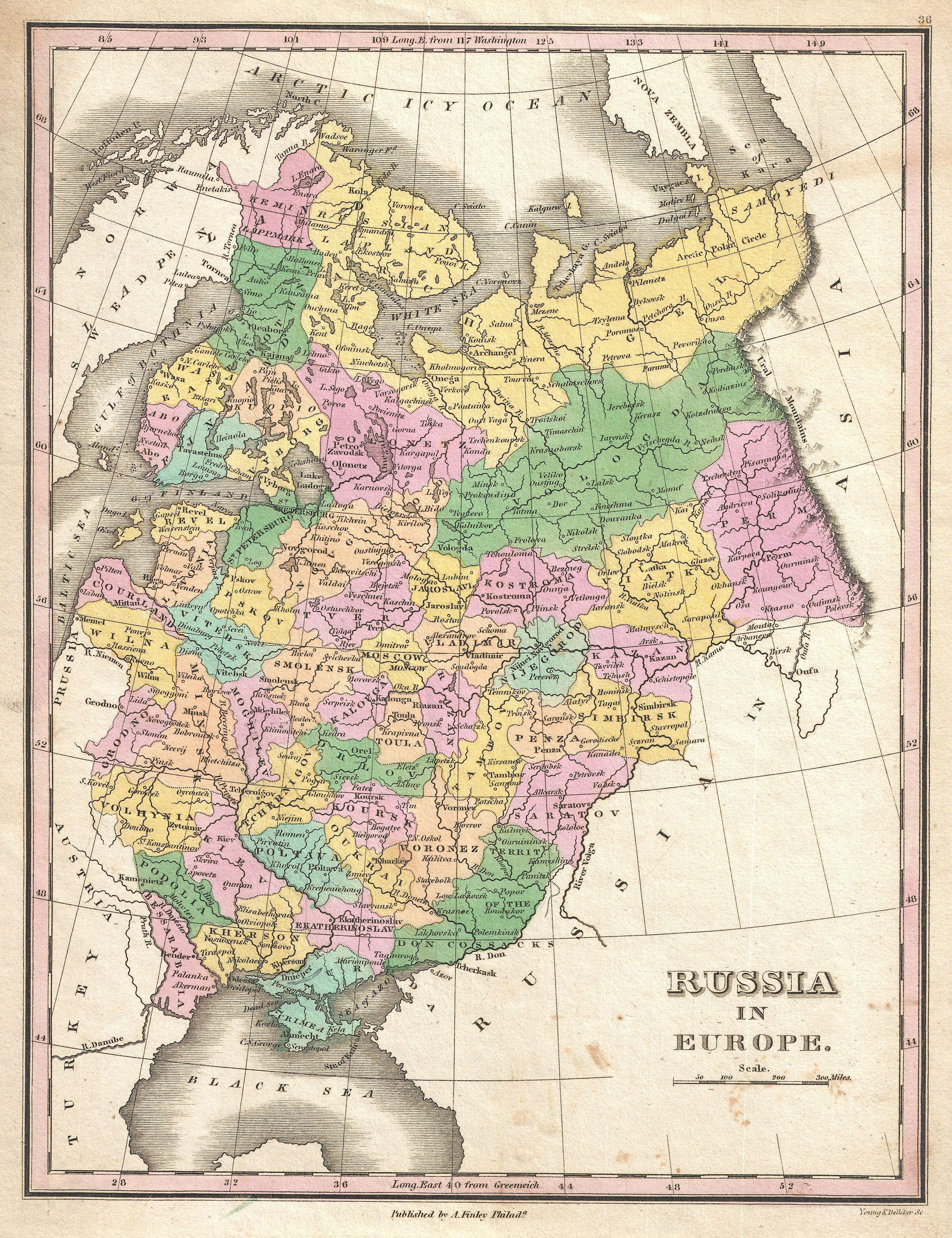
Russisches Kaiserreich, Westteil 1827

Als „Chabad“, ein Akronym aus hebräisch Chochma (חכמה, „Weisheit“), Bina (בינה, „Erkenntnis, Verständnis“) und Daat (דעת, „Wissen“), bezeichnen sich chassidische Gruppen, für die diese drei Begriffe (Sephiroth) aus der Kabbala von zentraler Bedeutung sind. Die Namensgebung Lubawitscher bezieht sich auf den ursprünglich im Ansiedlungsrayon gelegenen Ort Ljubawitschi (russisch Любавичи), einem Dorf nahe Smolensk, damals Russisches Kaiserreich, das ab 1813, als sich der zweite Rebbe der Chabad-Dynastie Dovber Schneuri („Mitteler Rebbe“) dort niederließ, bis zur Evakuierung 1915 in den Wirren des Ersten Weltkrieges das Zentrum der Bewegung bildete.
Die einzelnen Gruppen des Chassidismus unterscheiden sich traditionell in der Betonung verschiedener Bereiche im Dienst Gottes. Chabad betont besonders das kontemplative Gebet und das intensive, systematische Studium der chassidischen Lehre. Gemeinsam mit anderen chassidischen Gruppen betont die Chabad-Philosophie den Dienst Gottes mit Freude (hebr. Simcha) und die Aufgabe des Menschen, durch den Gebrauch von materiellen Gütern die innewohnenden göttlichen Funken (hebr. Nitzotzot) zu befreien (dieser Vorgang heißt im Hebräischen Tiqqun Olam).
Seit Rabbi Menachem Mendel Schneerson (1902–1994) werden außerdem erhebliche Anstrengungen unternommen, ihre im Judentum unübliche, messianische Art der Toraauslegung außerhalb der Bewegung zu popularisieren.
Der Hauptsitz von Chabad lag unter Schneur Salman in Ljady, unter seinem Sohn und Nachfolger R. Dowber wurde der Sitz nach Lubawitsch verlegt. Nach der Evakuierung von Lubawitsch während des Ersten Weltkrieges lebten die Chabad-Rebbes in Rostow am Don, Riga und Warschau, bis Rabbi Yosef Yitzchak Schneersohn 1940 in die USA floh. Er ließ sich im New Yorker Stadtteil Crown Heights (Brooklyn) nieder, wo auch sein Nachfolger Rabbi Menachem Mendel Schneerson bis zu seinem Tode wohnte.
Verlässliche Angaben zur Mitgliederzahl der Chabad-Bewegung liegen nicht vor. Die Zahl der Anhänger beträgt etwa 17.000 Familien, Einige Tausend nicht-religiöse Juden nehmen gelegentlich an Chabad-Aktivitäten teil.

## Das Buch Tanja
Das Buch Tanja auch „Sefer Shel Beinonim“ (hebräisch ספר של בינונים) von Schneur Salman ist das zentrale Werk des Chabad-Chassidismus. Es erschien erstmals 1797 in Slawita. Der Name „Tanja“ geht auf die zu Beginn des Buches zitierte Talmudstelle zurück, die mit dem Wort Tanja („wir haben gelernt“) beginnt. Das Buch Tanja umfasst in den heutigen Druckausgaben fünf getrennte Teile:
1. Likkutej Amarim, auch Tanja oder Sefer Schel Bejnonim („Das Buch der Durchschnittsmenschen“) genannt.
2. Schaar HaJichud WeHaEmuna („Tor der Einheit und des Glaubens“)
3. Iggeret HaTeschuva („Brief über die Rückkehr“)
4. Iggeret HaKodesch („Heiliger Brief“)
5. Kuntres Acharon („Letzte Abhandlung“)

Mit dem Namen Tanja wird heute das gesamte Buch, und nicht nur Teil I, bezeichnet.
- In Teil I (53 Kapitel) ist, wie im Untertitel „Das Buch der Durchschnittsmenschen“ angedeutet, der Durchschnittsmensch (hebr. Bejnoni) und sein spirituelles Potenzial Hauptthema. Nach R. Schneor Salman gelingt es dem Bejnoni, weder in Gedanke, Wort noch Tat zu sündigen. Der äußerlichen Kontrolle über diese Bereiche zum Trotz ist aber beim Bejnoni das Potenzial zum Bösen weiterhin in vollem Ausmaß vorhanden und erfordert ständige Wachsamkeit und Bekämpfung. R. Schneor Salman zufolge ist die Persönlichkeit des Bejnoni nicht bloßes Ideal, sondern von jedem praktisch erreichbar.

- Grundlage für Teil II Schaar HaJichud WeHaEmuna (12 Kapitel) ist eine der Hauptthesen von R. Schneor Salman: Dass Glauben und Wissen notwendige Ergänzungen sind, um Gott richtig dienen zu können. Der Mensch muss bis an die Grenzen der eigenen intellektuellen Fähigkeiten um ein Verständnis von Göttlichkeit ringen und erst jenseits dieser Grenze den Glauben anwenden. Teil II behandelt u. a. die Themen „Schöpfung aus dem Nichts“, göttliche Essenz und Emanation, und Tzimtzum (hebr. „Verringerung“, „Verdichtung“).

- Teil III, Iggeret HaTeschuva (12 Kapitel), behandelt das Thema der Teschuva (hebr. „Umkehr“, „Rückkehr“). Bei R. Schneor Salman erhält der Begriff Teschuva eine facettenreiche Deutung: Von der Abkehr von augenscheinlich Bösem bis hin zur spirituellen Weiterentwicklung von Gutem.

- Teil IV, Iggeret HaKodesch, wurde postum von den Söhnen des Verfassers hinzugefügt und enthält 32 Briefe, die inhaltlich keinen Zusammenhang aufweisen. Manche der Briefe verweisen auf Themen in Teil I des Tanja. Das Gebot der Mildtätigkeit (hebr. Zedaka) ist ein dominierendes Thema. Darüber hinaus werden die Notwendigkeit des Studiums der mystischen Dimension der Tora und eine ausführliche Begründung der chassidischen Lehre angesprochen.

- Teil V, Kuntres Acharon (9 Abhandlungen), wurde ebenfalls postum von den Söhnen des Verfassers herausgegeben. Die Abhandlungen dieses Teils stehen untereinander in keinem inhaltlichen Zusammenhang und behandeln größtenteils komplexe Theorien der Kabbala. Die letzten zwei Abhandlungen (Nr. 8 und 9) enthalten jedoch praktische Anweisungen für das tägliche Gebet, die Anweisung, jeden Schabbat die Halachot (hebr. „Gesetze“) des Sabbat zu lernen und gleichzeitig den Sabbat nicht nur dem Gesetz nach, sondern auch in seiner inneren Dimension zu hüten.

Das Studium des Chassidismus im Allgemeinen und des „Buch Tanja“ im Besonderen ist für Chabad-Chassidim ein wichtiger Teil des Studiums. Eine deutsche Übersetzung aller fünf Teile des „Buch Tanja“ erschien im Jahr 2000 in Wien. Weitere Ausgaben folgten.

## Bräuche
Chabad hat einen eigenen Gebetsritus (hebräisch נוסח nussach), der dem Ritus von Rabbi Isaak Luria folgt und vom Chabad-Gründer Rabbi Schneor Salman von Ljadi erstmals 1803 publiziert wurde. Anders als die Gebetbücher nach dem lurianischen Ritus, die bis dahin gedruckt wurden, war die von R. Schneor Salman redigierte Ausgabe nicht als Präsentation mystischer Kawanot (Intentionen), sondern als Gebetbuch für die Praxis gedacht und konnte ohne jede Vorkenntniss der Kabbala benutzt werden. Aus diesem Grund druckte R. Schneor Salman nur den tatsächlichen Text der Gebete, ohne Kawanot. Die Liturgie folgt jedoch in jedem Detail der lurianischen Kabbala. Frauen haben bei Chabad keine volle liturgische Gleichberechtigung und werden im Eherecht immer noch benachteiligt.
R. Schneor Salman soll sechzig verschiedene Versionen der Liturgie kritisch überprüft haben, um die korrekte Version des liturgischen Textes festzustellen, die sowohl mit der Halacha als auch der Kabbala übereinstimmt. Ursprünglich unter dem Titel Siddur Tora Or publiziert, wurde das Gebetbuch später in einer erweiterten Fassung unter dem Titel Siddur Tehillat Hashem verlegt.
Im Gegensatz zu anderen Ultraorthodoxen ist Chabad weniger auf Geschlechtertrennung fixiert. Sterna Wolff, die Frau des verstorbenen Chabad-Rabbiners Benjamin Wolff in Hannover:
„Die Aufgabe der Frau ist es vor allem, Hausfrau zu sein. Aber der Rebbe hat uns gelehrt, stolz darauf zu sein. Er hat ständig darüber gesprochen, wie wichtig die Frauen sind. Heute würde ich nicht mit einem Mann tauschen wollen. Ich bin zufrieden mit dem, was ich habe. Der Rebbe hat uns beigebracht, dass wir gleichwertig sind. Wir Frauen sind wie Diamanten, wir sind das Wichtigste im Haus. Unsere Aufgabe ist es, Kinder zur Welt zu bringen und sie zu erziehen. Aber dass wir Mütter sind bedeutet nicht, dass wir den ganzen Tag in der Küche sitzen. Unsere Aufgabe ist es, unser Frausein für unsere Arbeit einzusetzen, gut auszusehen, nach außen zu wirken und uns an den Aktivitäten eines Chabad-Hauses zu beteiligen.“
Die für Frauen vorgeschriebene Kleidung besteht aus langen Röcken für Mädchen, Strumpfhosen und langen T-Shirts auch im Sommer.
In dieser Bewegung geht es darum, jedes Land so heilig zu machen wie das Land Israel. Der Vorhang vor dem Toraschrein der Berliner Synagoge zeigt daher auch das Brandenburger Tor, aus dem zwei Torarollen herausragen.
Auf manchen Gebieten gibt es gruppenspezifische Minhagim (hebr. „Bräuche“), die u. a. in den Büchern Sefer Ha-Minhagim Chabad und dem mehrbändigen Schaare Halacha u-Minhag dargelegt und begründet werden.

## Chabad in Israel
Im Jahr 1823 gründeten Anhänger von Rabbi Dowber, dem zweiten Rebben der Chabad-Dynastie, auf dessen Anraten eine chassidische Gemeinde in Hebron. Unter den Gründungsmitgliedern waren auch die Familie Kuli und Menucha Rachel Slonim, die eine Tochter von Rabbi Dowber war. Im Zuge des Hebron-Massakers von 1929 flüchteten die in der Stadt ansässigen Chabad-Chassidim mit den übrigen jüdischen Einwohnern.
Dem überwiegend säkular ausgerichteten politischen Zionismus der Neuzeit standen Rabbiner Schalom Dowber und Rabbiner Yosef Yitzchak von Lubawitsch ablehnend gegenüber; seit der Gründung des Staates Israel beteiligt sich die Chabad-Bewegung jedoch aktiv am Aufbau des Staates. 1948 gründeten Anhänger von R. Yosef Yitzchak Schneersohn auf dessen Anraten das Dorf Kfar Chabad, das in der Nähe von Tel Aviv liegt. Ursprünglich arbeiteten die Einwohner vor Ort in eigenen landwirtschaftlichen Betrieben. Heute zählt das Dorf rund 2000 Einwohner. Außerdem befindet sich dort die Jeschiwa Tomche Tmimim mit rund 250 Studenten, ein Bet Sefer Le-Melacha für handwerkliche Berufe mit rund 100 Schülern und die berufsbildende Schule Bet Rivka (für Frauen) mit rund 1000 Schülerinnen.
Rabbi Menachem M. Schneerson lehnte jeden territorialen Verzicht auf Teile des biblischen Landes Israel ab, das seiner Meinung nach von Gott dem jüdischen Volk zugesprochen ist. Er sah in territorialen Kompromissen aber auch eine lebensbedrohende Gefahr (halachischer Fachbegriff Pikuach Nefesch) für die jüdische Bevölkerung und begründete auch damit seine Ablehnung.
Zu den israelischen Wahlen 1996, als das Oslo-Abkommen und damit die Möglichkeit territorialer Zugeständnisse für eine Zweistaatenlösung zur Diskussion standen, initiierte der australische Millionär und Chabad-Anhänger Yosef Gutnick (“Diamond Joe”) eine private Unterstützungskampagne für Benjamin Netanjahu und trug zu Netanjahus Wahlerfolg bei.

## Chabad-Häuser

### Allgemein
Unter der Führung von R. Menachem M. Schneerson ab 1951 schickte die Chabad-Bewegung Ehepaare als sogenannte Schluchim (hebr. „Gesandte“, Sgl. Schliach) in jüdische Gemeinden, um diese zu unterstützen.
Die Niederlassungen der weltweit rund 3000 Gesandten werden oft Chabad-Haus genannt. Ihre Tätigkeit ist je nach Standort verschieden. Viele Gesandten sind als Rabbiner oder Lehrer in der Schul- bzw. Erwachsenenbildung tätig.
Die Struktur der Chabad-Häuser ist stark dezentralisiert, die jeweiligen Niederlassungen werden weitgehend unabhängig geführt und erhalten von der Chabad-Führung in New York keine finanzielle Unterstützung. Die Shluchim Office mit Sitz in New York unterstützt Mitglieder mit Handlungswissen (Know-how).
Um möglichst hohe öffentliche Aufmerksamkeit für ihre Projekte zu erreichen, bedienen sich Chabad-Niederlassungen oft Radio- und TV-Sendungen, Plakatwerbung, öffentlichem Chanukkia-Zünden und Seiten im Internet.

### Chabad im deutschsprachigen Raum heute

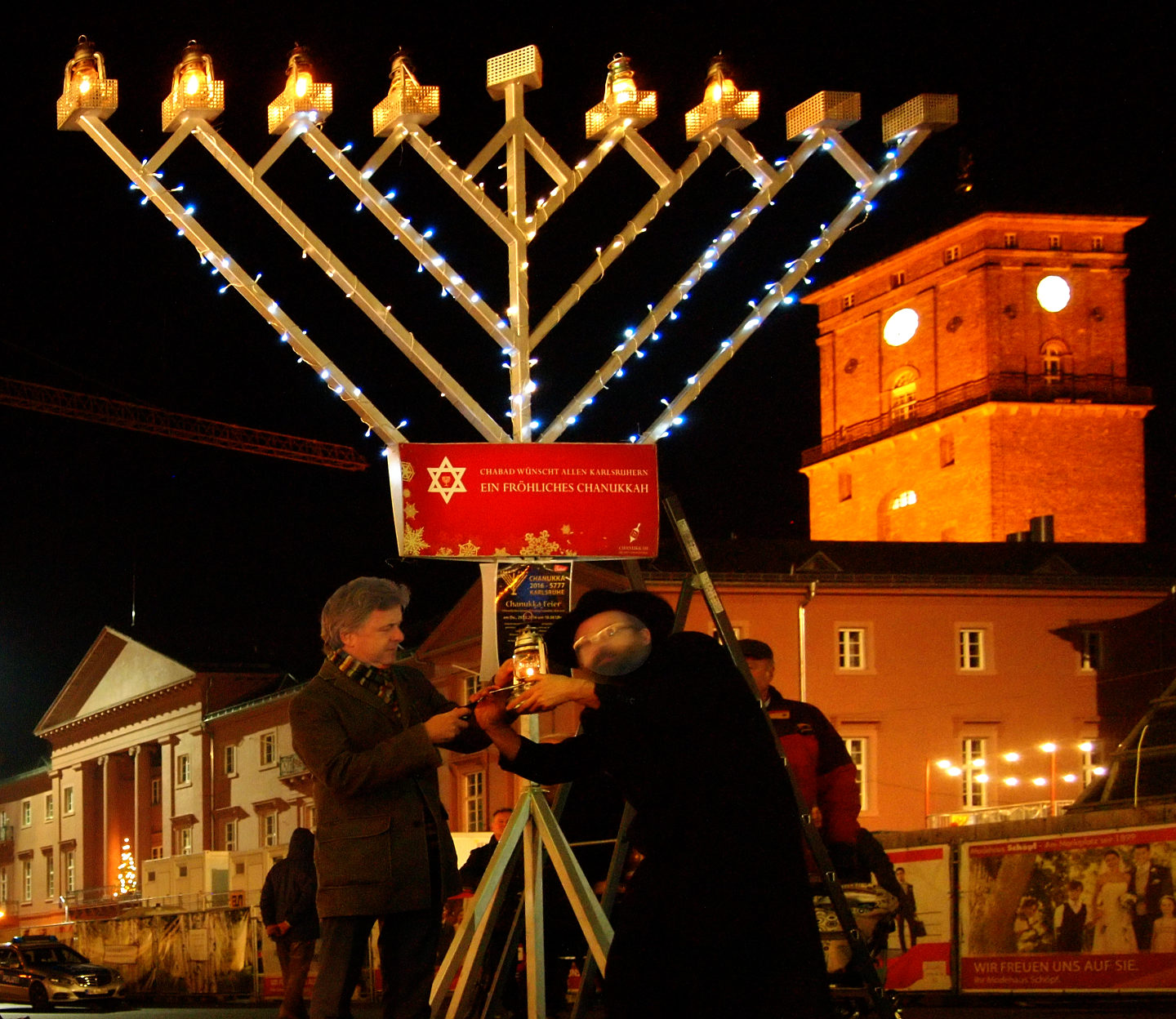
Chanukka-Feier auf dem Marktplatz in Karlsruhe. Oberbürgermeister Frank Mentrup zündet mit Rabbiner Mordechai Mendelson (Chabad) die sechste Lampe des Chanukkaleuchters an, 2016.

Das erste Chabad-Haus im deutschsprachigen Raum eröffnete 1980 Rabbiner Jacob Biderman in Wien. 1982 folgte unter Rabbiner Mendel Rosenfeld das erste Chabad-Haus in Zürich. 1988 folgte das erste Chabad-Haus Deutschlands in München. Gegründet wurde es von Rabbiner Israel Diskin. Im deutschsprachigen Raum unterhält Chabad zum Teil eigene Synagogen, alle Einrichtungen arbeiten jedoch unter dem Dach der jüdischen Gemeinde des jeweiligen Ortes. Teilweise sind die Schluchim auch als Gemeinde-Rabbiner tätig. In Deutschland finden sich Chabad-Niederlassungen in 19 Städten, das größte Zentrum befindet sich in Berlin, weitere in Dresden, Düsseldorf, Frankfurt am Main, Gießen, Hamburg, Hannover, Karlsruhe, Köln, München, Nürnberg, Offenbach am Main, Potsdam und Ulm. In der Schweiz gibt es neben Zürich auch in Basel, Luzern und Genf Niederlassungen.
Chabad versteht sich in Deutschland, Österreich und der Schweiz als Teil der Einheitsgemeinde.
Chabad-Rabbiner unterhalten in Deutschland eine eigene Rabbinerkonferenz, den Deutschen Rabbinerrat, und gehören somit nicht der Orthodoxen Rabbinerkonferenz Deutschland (ORD) – ein Organ des Zentralrats der Juden in Deutschland – an, können aber als Gäste an ihren Tagungen teilnehmen. Seit 2011 besteht das ständige Chabad Beth Din („Haus des Gerichtes“, hebräisch: Gerichtshof) Machsikei Hadat in Berlin.

### Wichtige Einrichtungen

#### Berlin
- Bildungs- und Familienzentrum Rohr Chabad Berlin[20], mit:[21]
  - Jeschiwa (Yeshiva Gedola)[22]
  - Synagoge und Mikwe
  - fest installiertes, ständiges Beth Din (Machsikei Hadat)[23][24]
  - koscheres Restaurant (Milo) und Seminarräume
  - Kindergarten (Gan Israel)
  - staatlich genehmigte Ersatzschule („Jüdische Traditionsschule“) – private Grundschule und privates Gymnasium mit mehr als 100 Schülern
  - regelmäßige Kiddusch-Feiern und Schabbat Essen
- Zentrum für jüdische Touristen und Israelis am Alexanderplatz (Chabad Israeli Zentrum)[25][26]
  - regelmäßige Kiddusch-Feiern und Schabbat Essen
- Chabad Studentenzentrum (Chabad On Campus Berlin)[27] für jüdische Studenten, einschließlich für im Ausland studierende amerikanische Juden in Europa[28]
- Jüdisches Bildungszentrum Chabad Berlin mit Synagoge, Yeshiva, Kita, Grundschule, Gymnasium und Lehrerausbildung in Berlin-Wilmersdorf[29][30], seit 2023 mit Pears Jüdischer Campus

#### Frankfurt am Main
- Jeschiwa Gedolah Frankfurt

#### New York
- Unter der in der Artikeleinleitung bereits erwähnten Chabad-Synagoge im Stadtteil Brooklyn, 770 Eastern Parkway, wurde geheim und illegal ein Tunnel gegraben, vermutlich von übereifrigen Jeschiwa-Studenten in der Absicht die Synagoge zu erweitern auf die östlichen Nachbargebäude 784 und 788, die anderen jüdischen Organisationen gehören. Im Dezember 2023 bekamen Behörden Kenntnis davon, fanden Anfang Januar einen rund 18 Meter langen, 2,4 Meter breiten und 1,5 m hohen Tunnel ohne geeigneten Verbau. Umliegende Gebäude sollen in ihrer Stabilität gefährdet gewesen sein, 302 Kingston Avenue mit dem ehemaligen Tauchbad (Mikwe) sowie 1457 Union Street waren ebenfalls betroffen. Als am 8. Januar der Tunnel mit Beton vergossen werden sollte, war das Gebäude samt Tunnel von zahlreichen Studenten besetzt. Es kam zu Ausschreitungen, Gewalt gegen die Polizei und zur Festnahme von zwölf Männern.[31][32][33]

#### Wien
- Lauder-Chabad-Campus beim Augarten: Jüdische Pädagogische Akademie für Lehrerbildung; Privatschule mit Öffentlichkeitsrecht von Kindergarten bis Abitur, rund 400 Schüler.
- Lauder Business School Döbling – erste jüdische Hochschule der österreichischen Geschichte

## Buchverlag
Kehot Publication Society mit Sitz in New York ist der offizielle Verlag der Chabad-Bewegung. Der Verlag wurde 1942 von Rabbi Yosef Yitzchak Schneersohn, dem sechsten Lubawitscher Rebben, gegründet. Der Name Kehot ist ein Akrostichon von Karnej Hod Tora (hebr. „Strahlen der Herrlichkeit der Tora“). Die drei hebräischen Buchstaben ergeben die Jahreszahl תק״ה (5505/1745), das Geburtsjahr des Bewegungsgründers Schneor Salman. Kehot verlegt zurzeit mehr als 600 hebräische Titel auf dem Gebiet der chassidischen Philosophie. Der Verlag publiziert außerdem in englischer, spanischer, französischer und russischer Sprache. Mit Ausnahme der Kinderbücher publiziert Kehot ausschließlich Bücher mit Bezug zum Chabad-Chassidismus.
In Deutschland veröffentlicht Chabad Literatur der Bewegung über den Verlag „Jüdisches“, etwa Gebet- oder Kinderbücher.

## Die Rebbes der Chabad-Bewegung
- Schneor Salman von Liadi, 1745–1812
- Dowber von Lubawitsch, 1773–1827
- Menachem Mendel von Lubawitsch, der „Zemach Zedek“, 1789–1866
- Schmuel Schneerson von Lubawitsch, 1834–1882
- Schalom Dowber Schneerson von Lubawitsch, 1860–1920
- Yosef Yitzchak Schneersohn, 1880–1950
- Menachem Mendel Schneerson, 1902–1994

### 1. Rebbe: Schneor Salman von Ljadi
Siehe auch: Schneur Salman von Ljadi

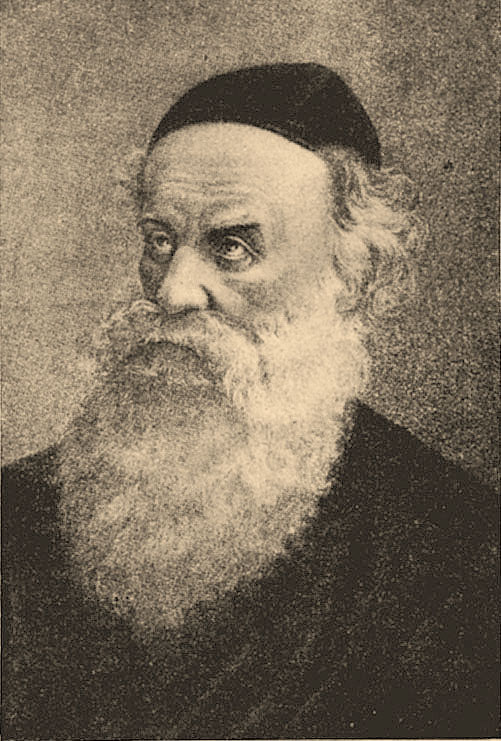
Schneor Salman von Ljadi

Der Begründer der Chabad-Bewegung, Rabbi Schneur Salman, wird nach seinem religionsphilosophischen Werk Tanja auch „Baal HaTanja“ genannt. Neben dem Tanja ist sein Schulchan Aruch HaRav – ein mehrbändiges Werk der Halacha – von Bedeutung.
Schneur Salman wurde im Jahre 1745 geboren. Der Name Schneur bedeutet auf Hebräisch „Zwei Lichter“. Retrospektiv wurde sein Name auf seine zwei Hauptwerke bezogen – Schulchan Aruch HaRav auf dem Gebiet der Halacha, und Das Buch Tanja auf dem Gebiet der Kabbala. 1764 reiste er erstmals zum Studium bei Rabbi Dow Ber, dem Maggid von Mesritsch, der seinerseits ein Schüler des Gründers des Chassidismus, R. Israel Baal Schem Tow, war. 1767 übernahm er die Stelle des Maggid (Prediger) in der Gemeinde Ljosna (russisch Лёзна, belarussisch Лиозно). 1770 begann er auf Anweisung des Maggid von Mesritsch mit der Arbeit an seinem halachischen Werk Schulchan Aruch. Zur besseren Unterscheidung des gleichnamigen Schulchan Aruch von Rabbi Josef Karo wird das Werk von Schneur Salman „Schulchan Aruch HaRav“ genannt. 1772 begann er mit der Formulierung der Grundlehren der Chabad-Philosophie; 1773–1778 etablierte er eine Jeschiwa für ausgewählte Gelehrte in der Stadt Ljosna, wo er lebte und lehrte. 1794 veröffentlichte er (vorerst anonym) sein erstes halachisches Werk Hilchot Talmud Tora („Die Gesetze des Torastudiums“), das später als Teil des Schulchan Aruch HaRav gedruckt wurde. 1797 veröffentlichte er sein religionsphilosophisches Hauptwerk, das Buch Tanja. 1803 veröffentlichte er einen Siddur (Gebetbuch), der dem Ritus von Isaak Luria folgt. 1812 flüchtete er mit seiner Familie und Schülern vor den herannahenden Truppen Napoleons und verstarb am 24. Tevet 5573 (27. Dezember 1812) im Dorf Hadicz im Distrikt Poltova, wo auch sein Grab liegt.

### Gegnerschaft zu R. Schneor Salman und seiner Philosophie
Mit Aufkommen einer Gegenbewegung zum Chassidismus unter Leitung des Gaon von Wilna, versuchte Schneur Salman, den Gaon persönlich zu treffen, um die Vorwürfe gegen den Chassidismus zu diskutieren. Zu diesem Zweck reiste er sogar nach Wilna. Gaon, der die chassidische Bewegung als gefährliche „Sekte“ betrachtete, weigerte sich jedoch, ihn zu treffen. Nach dem Tod Gaons im Oktober 1797 gingen seine Anhänger so weit, R. Schneor Salman bei den zaristischen Autoritäten zu verleumden. Er wurde im Herbst 1798 unter dem Vorwurf des Hochverrats verhaftet und 53 Tage im Gefängnis von St. Petersburg verhört.
Zwar waren die schwerwiegenden Vorwürfe der Anklage, die auf Hochverrat und damit Todesstrafe hinausliefen, die Folge gezielter Verleumdungen seitens der Kontrahenten der chassidischen Bewegung gewesen. Schneur Salman selbst war jedoch überzeugt, dass der tieferliegende Grund für die Haft die Vorwürfe waren, die im Himmlischen Gerichtshof vorgebracht wurden – gegen seinen Vorstoß, die Tiefendimension der Tora leichter verständlich und leichter zugänglich zu machen. Seine Freilassung aus physischer Gefangenschaft, so brachte er später erneut zum Ausdruck, sei demnach ein direktes Resultat der Entkräftung aller spirituellen Vorwürfe gewesen. Mehr noch, sei dies ein klares Signal und göttliche Aufforderung, die chassidische Lehre dem gesamten Volk zugänglich zu machen. Die Freilassung veranlasste R. Schneor Salman zu einer Intensivierung seiner Bemühungen um Formulierung und Verbreitung der chassidischen Lehre. Der Tag seiner Freilassung wird bis heute jährlich am 19. und 20. Kislew gefeiert. Dieser Tag, als „Chassidisches Rosch ha-Schana“ bezeichnet, wird von Chabad-Anhängern mit einem gemeinsamen Festmahl und dem Vorsatz begangen, in Gruppen geteilt den gesamten Talmud bis zum darauffolgenden 19. Kislew zu studieren (Chalukat Ha-Schass).
Ein zweites Mal verhaftete man Schneor Salman nach Verleumdungen von Feinden des Chassidismus im Winter 1800/01; auch in diesem Fall wurde er nach eingehender Prüfung der Vorwürfe freigelassen.

### 2. Rebbe:  Dowber von Lubawitsch
Rabbi Dowber (1773–1827), Sohn von Rabbi Schneor Salman, war der zweite Rebbe der Chabad-Dynastie. Innerhalb der Chabad-Bewegung wird er als Mitteler Rebbe bezeichnet. In seinen zahlreichen Werken kategorisiert er verschiedene Formen und Stufen der Meditation während des Gebets. Sein Werk Schaar HaJichud (hebr. „Tor der Einheit“) ist der Versuch einer systematischen Erklärung des Konzepts von Gottes Einheit mit dem spirituellen und materiellen Universum und wie der Mensch dieses Thema in seine Meditation einbeziehen kann.

### 3. Rebbe:  Menachem Mendel Schneersohn von Lubawitsch, genanntZemach Zedek

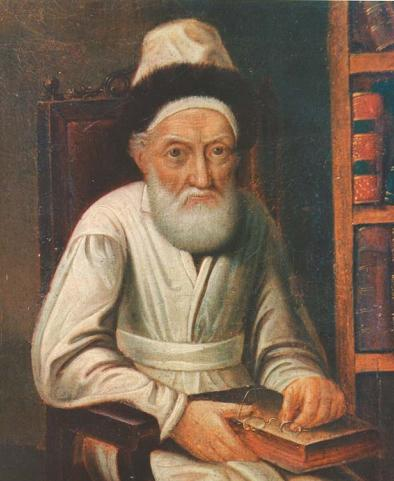
Menachem Mendel Schneersohn, der dritte Lubawitscher Rebbe

Siehe auch: Menachem Mendel Schneersohn
Rabbi Menachem Mendel Schneersohn (1789–1866) war der dritte Rebbe der Chabad-Dynastie. Nach seinem Responsen-Werk wird er auch Zemach Zedek (hebr. „Spross der Rechtschaffenheit“) genannt. Sein Vorname Menachem (מנחם) entspricht dem Zahlenwert von Zemach (צמח), sein Vorname Mendel (מנדל) entspricht dem Zahlenwert von Zedek (צדק).
Schneersohn gründete die Hilfsorganisation Chevras Techias HaMejsim um jüdischen Kindern und Jugendlichen in der kaiserlich russischen Armee zu helfen. Diese Kindersoldaten wurden im Russischen Kaiserreich für jahrelangen Wehrdienst rekrutiert und oftmals angehalten, zum Christentum zu konvertieren.
Er gründete Jeschiwot in Dubrowno und Kalisk, an denen gemeinsam rund 600 Studenten lernten.
Er sammelte wichtige Manuskripte seines Großvaters, Schneor Salman von Ljadi, und publizierte sie unter den Namen Likute Tora, Tora Or (beides chassidische Kommentare zu den Wochenabschnitten der Tora) und Siddur im Dach (Kommentar zum Siddur).

### 6. Rebbe:  Yosef Yitzchak Schneersohn von Lubawitsch
Siehe auch: Yosef Yitzchak Schneersohn
Yosef Yitzchak Schneersohn war der sechste Rebbe der Chabad-Dynastie. Er ist auch bekannt als Rebbe Rayatz (ein Akronym für Rabbi Yosef Yitzchak).
Yosef Yitzchak Schneersohn wurde in Lubawitsch, Ukraine, als einziges Kind von Rabbi Schalom Dowber Schneersohn (1860–1920), dem fünften Rebben der Chabad-Dynastie, geboren. Im Alter von 15 Jahren wurde er zum Privatsekretär seines Vaters ernannt. 1897, im Alter von 17 Jahren, heiratete er eine entfernte Cousine, Nechama Dina Schneersohn. 1898 übernahm er die Leitung von Jeschiwat Tomche Tmimim. Mit finanzieller Unterstützung jüdischer Mäzene gründete er Webereien in Dubrowno und Mogiliev, um Arbeitsplätze für die jüdische Bevölkerung zu schaffen. Während des Russisch-Japanischen Krieges 1904 organisierte er koschere Essensversorgung für jüdische Soldaten. Zwischen 1902 und 1911 wurde er von der zaristischen Polizei vier Mal für seinen Aktivismus inhaftiert, aber jedes Mal freigelassen.
Nach dem Tod seines Vaters, Rabbi Schalom Dowber Schneersohn, im Jahr 1920 übernahm Yosef Yitzchak die Leitung der Chabad-Bewegung.
Yosef Yitzchak Schneersohn war ein offener Gegner des kommunistischen Regimes und hielt seine Anhänger explizit an, religiöse Schulen und Mikvaot (rituelle Tauchbäder) zu gründen.
1927 wurde er verhaftet und im Schpalerno-Gefängnis in Leningrad festgehalten. Er wurde konterrevolutionärer Aktivitäten beschuldigt und zum Tod verurteilt. Ein weltweiter Protest von westlichen Regierungen und dem Internationalen Roten Kreuz zwangen das kommunistische Regime, die Todesstrafe in eine dreijährige Verbannung nach Kostroma im Ural zu verwandeln. Auch dieses Urteil wurde aufgehoben, und Schneersohn wurde 1928 die Ausreise nach Lettland genehmigt. Von 1934 bis 1939 lebte er in Warschau bzw. Otwock in Polen.
Nach Beginn des deutschen Überfalls auf Polen 1939 gelang es Schneersohn, in die USA zu fliehen. Dort ließ er sich im New Yorker Stadtteil Crown Heights nieder, wo er bis zu seinem Tod 1950 lebte. 1942 gründete er den Buchverlag Kehot – s. oben „Buchverlag“. 1948 gründete Schneersohn im neuentstandenen Staat Israel das Dorf Kfar Chabad – s. oben „Chabad und das Land Israel“.

### 7. Rebbe:  Menachem Mendel Schneerson

Menachem Mendel Schneerson, der siebte Lubawitscher Rebbe (1987)

Menachem Mendel Schneerson (1902–1994) war der siebte – und vorerst letzte – Rebbe der Chabad-Dynastie. Menachem Mendel Schneerson war der älteste Sohn des Rabbiners und Kabbalisten Levi Jizchak. 1923 traf er erstmals persönlich seinen Cousin zweiten Grades, Rabbi Yosef Yitzchak Schneersohn, den sechsten Rebben der Chabad-Dynastie. 1928 heiratete er dessen Tochter Chaya Moussia. 1941 floh er vor der nationalsozialistischen Bedrohung nach New York. 1951, ein Jahr nach dem Tod seines Schwiegervaters, übernahm er formell die Führung der Chabad-Bewegung.
Rabbi Schneerson empfing mehrmals pro Woche in den Nachtstunden Besucher für private Treffen (hebr. Jechidut). Mit dem Wachstum der Chabad-Bewegung und steigender Arbeitslast schränkte Schneerson diese Treffen zunehmend ein. Ab April 1986 wurden sie gänzlich abgeschafft, stattdessen empfing Schneerson jeden Sonntag Tausende Menschen, die einzeln von ihm einen US-Dollar-Schein erhielten, der für wohltätige Zwecke (hebr. Zedaka) gespendet werden sollte. Menschen nutzten diese kurze Begegnung oft für die Bitte um Rat oder einen Segen.
Unter Schneerson wurden tausende junge Chabad-Rabbiner und ihre Frauen ausgebildet, die als Schluchim (hebr. Gesandte) in alle Weltteile entsandt wurden, um jüdische Gemeinden zu unterstützen. Schneerson initiierte insgesamt zehn Mitzwa-Kampagnen, mit denen Juden zu verstärkter Observanz der religiösen Gebote (hebr. Mitzwot) bewegt werden sollten. Besonders betont wurden dabei das Legen von Tefillin, das Zünden von Schabbatkerzen durch jüdische Frauen und Mädchen, das Tora-Studium und Kaschrut.
Schneersons Leben wurde präzise untersucht:
- 2010 die Biographie „The Rebbe“ von Samuel Heilman (Religionssoziologe)  zusammen mit Menachem Friedman
- 2011 die Monographie „Open Secret“ des Kabbalaforschers Elliott R. Wolfson
- 2015 „Rebbe. The Life and Teachings of Menachem M. Schneerson“ von Joseph Telushkin

1983 legte der US-Kongress aus Anlass des 80. Geburtstages von Schneerson seinen Geburtstag als nationalen Tag der Erziehung (Education Day, USA) fest und verlieh ihm die National Scroll of Honor.
Postum wurde Schneerson für sein Lebenswerk und für seine „außergewöhnlichen und anhaltenden Beiträge zu weltweiter Erziehung, Moral und Taten der Güte“ mit der höchsten zivilen Auszeichnung des US-amerikanischen Kongresses, der Congressional Gold Medal, bedacht.
1992 erlitt Schneerson einen Schlaganfall, während er an der Grabstätte seines Schwiegervaters betete. In Folge blieb er auf der rechten Körperseite gelähmt und konnte nicht mehr sprechen. Im Juni 1994 verstarb Schneerson in einem New Yorker Spital.
Siehe auch: Menachem Mendel Schneerson, Schneersons Position in der Holocaust-Theologie

## Kontroversen
Schneerson selbst soll nie daran geglaubt haben, der Messias zu sein, er habe es aber zugelassen, dass seine Anhänger das glaubten. Innerhalb des Judentums sorgten die theologischen Ansätze der Messianisten für Diskussionen. In der Hamburger Debatte ging es um den Verdacht, Chabad würde theologisch, politisch und finanziell die rechtsradikalen, fundamentalistischen Siedler im Westjordanland unterstützen, also einen politisch rechts stehenden Fundamentalismus. Schneerson selbst hat niemals Israel besucht, da nach dieser Lehre ein Jude, der einmal seinen Fuß auf das Land Israel gesetzt hat, es nie mehr verlassen darf.
Im Kfar Chabad Magazine aus Kfar Chabad, Israel, vertritt eine Minderheit der Chabad-Anhänger namens Meschichisten oder Messianisten 2007 weiterhin die Ansicht, der Rebbe sei noch am Leben. Die offizielle Chabad-Führung verurteilt diesen Glauben jedoch. Diese messianischen Chabad-Anhänger bringen ihren Glauben mit einer Phrase zum Ausdruck, dass Menachem Mendel Schneerson der Messias sei:
יחי אדוננו מורנו ורבינו מלך המשיח לעולם ועד „Yechi Adoneinu Moreinu v'Rabbeinu Melech haMoshiach l'olam vo'ed!“ Die Israelische Armee (IDF) verbietet ihren Mitgliedern das Tragen einer Kippa (Yechi) mit dieser Phrase.
Rabbiner David Berger, ein akademischer Experte für jüdische Betrachtungen des Christentums, insbesondere zum christlichen Anspruch auf die Messiasschaft und die Göttlichkeit Jesus von Nazarets, kritisiert die, aus seiner Sicht, zum Christentum identischen Behauptungen unter Chabad-Rabbinern. Berger legte dar, dass Schneerson die Voraussetzungen eines Maschiach (Messias) nach dem jüdischen Gesetz (Halacha), wie auch Jesus, nicht erfüllt. Er argumentiert, dass die Behauptung, eine Person könne seine messianische Mission beginnen, sterben und nach dem Tode zurückkommen, um sie zu erfüllen, schlussendlich von den jüdischen Weisen und Gelehrten schon seit 2000 Jahren zurückgewiesen wird. Nach Bergers Ansicht steht der meschichistische Glaube außerhalb des orthodoxen Judentums. Berger, widerspricht allerdings der Aussage, dass es sich bei der Strömung der Meschichisten in Chabad um eine Minderheit handele. In seiner Studie The Rebbe, the Messiah and the Scandal of Orthodox Indifference von 2008 geht Berger darauf aus halachischer Sicht ein und beschreibt auch den Prozess, der schließlich zur Verurteilung dieses Glaubens durch die orthodoxe amerikanische Rabbinervereinigung Rabbinical Council of America führte. Dieses veröffentlichte 1996 eine Stellungnahme, in der sie deren meschichistischen Glauben verurteilte. In Reaktion darauf wurde unter dem Namen des bekannten Rabbiners Aharon Soloveitchik eine Stellungnahme veröffentlicht, der zufolge der Glaube, der Messias könne eine bereits verstorbene Person sein, nicht außerhalb der Richtlinien des orthodoxen Judentums sei. Soloveitchik relativierte allerdings diese Äußerung späterhin, indem er betonte, er habe nicht inhaltlich zur Messias-Debatte Stellung nehmen, sondern lediglich zum Ausdruck bringen wollen, dass der Streit um den Messianismus in der jüdischen Gemeinschaft nicht zu gegenseitigen Angriffen in der Öffentlichkeit führen dürfe.
2014 äußerte sich Rabbiner Tuvia Boltonder, Leiter der Jeshiva (Talmud-Schule) in Kfar Chabad, Israel, folgendermaßen: Der Rebbe ist der Messias, wird als Messias zurückkommen, er war immer hier als Messias.
Bereits in seiner ersten veröffentlichten Tora-Auslegung (Maamar Bati Le-Gani, Jud Schwat 5710) vertrat Schneerson die Position, es wäre eine Aufgabe seiner Generation die Ankunft des Messias durch Einhaltung der 613 Gebote (Mitzwa) durch alle Juden zu erwirken. In den folgenden vier Jahrzehnten war in seinen Tora-Auslegungen die Messias-Thematik von zentraler Bedeutung. Auf Schneersons Drängen hin kam es auch zu Veröffentlichungen anderer Autoren über die Ankunft des Messias auf den Gebieten von Halacha, Chassidismus und Kabbala, in welchen zum Teil auch die Lehren Rabbi Schneersons aufgegriffen und diskutiert werden. Zusätzlich wurde mit der Arbeit an der Anthologie Jalkut Ge'ula u-Mashiach begonnen, die in bisher 26 Bänden (Stand Dezember 2008) zu jedem Wochenabschnitt der Tora alle Materialien der Mündlichen Tora sammelt, die mit dem Thema Messias und Erlösung zu tun haben.
Rabbiner Elasar Menachem Schach, eine talmudische Kapazität, bezeichnete den siebenten Rebben Menachem Mendel Schneerson als „Häretiker“. Kontinuierlich, von 1970 bis 1994, nannte er Schneersons Anhänger Nachfolger eines falschen Messias und beschuldigte Schneerson, einen versteckten (krypto-)messianischen Kult um sich zu begründen. Als einige der Anhänger Schneersons begannen, ihn als Messias zu verkünden, rief Schach zum vollständigen Boykott von Chabad Lubawitch auf, seiner Institutionen, Projekte, seiner Koscher-Zertifikate. Schon 1988 nannte Schach Schneerson explizit einen meshiach sheker (falscher Messias). Außerdem verglich Elasar M. Schach Chabad und Schneerson mit den Anhängern und Nachfolgern des falschen Messias Schabbtai Zvi aus dem 17. Jahrhundert.
Nach Rabbi Schneersons Tod wurde kein Nachfolger ernannt, unter anderem, weil Schneerson keine Kinder hatte und deshalb ein „natürlicher“ Nachfolger fehlte; in weiterer Folge führte diese ungeklärte Nachfolge sowie der enttäuschte Messias-Glaube zu internen Konflikten um die Führung der Bewegung. Noch heute wenden sich Schneersons Anhänger in Fragen wie Heirat, Sorgen um die Gesundheit, Arbeit o. Ä. mit Briefen oder einem Besuch an seinem Grab an ihren verstorbenen Rabbi als Fürsprecher im Himmel. Neben Chabad ernannte auch die chassidische Breslow-Bewegung nach dem Tod ihres Gründers und spirituellen Führers Rabbi Nachman keinen Nachfolger und betrachtet bis heute den 1810 verstorbenen Rabbi Nachman als ihren Führer. Inzwischen bauen Ultraorthodoxe mit Nutzung der Wiki-Technologie das Projekt „Hamichlol“, ein „koscheres“ Wiki auf. Initiator ist ein junger chassidischer Rabbi.

## Werke

### Rabbi Menachem Mendel Schneersohn (Zemach Zedek)
- Zemach Zedek – Responsen und Kommentar zum Talmud, 6 Bd.
- Derech Mitzwotecha („Der Weg Deiner Gebote“) – Gründe für die Mitzwot (Gebote der Tora) nach der chassidischen Philosophie
- Or Ha-Tora – 42-bändiges Werk mit Kommentaren zu der Tora und den jüdischen Feiertagen
- Biure Sohar – Erklärungen zum kabbalistischen Buch Sohar
- Sefer Ha-Chakira – Derech Emuna („Buch der Forschung – der Weg des Glaubens“) – ein philosophisches Werk, ähnlich dem More Nevuchim von Maimonides
- Sefer Ha-Likutim – eine Art chassidischer Enzyklopädie mit alphabetischen Einträgen, zusammengestellt aus seinen Werken

### Rabbi Yosef Yitzchak Schneersohn
Die Tora-Werke von Rabbi Yosef Yitzchak Schneersohn, dem sechsten Rebbe der Chabad-Dynastie, sind in der Serie Sefer Ha-Maamarim vereint. Darunter findet sich auch Sefer Ha-Maamarim Jiddisch mit chassidischen Tora-Kommentaren aus den Jahren 1941–1945, die nicht wie üblich auf Hebräisch, sondern auf Jiddisch abgedruckt wurden. Teile seiner Korrespondenz wurden unter dem Titel Igrot Kodesch (13 Bd.) veröffentlicht. In seinen Sefer Ha-Sichot (6 Bd.) und Likkute Dibburim (2 Bd.) publizierte er zahlreiche Überlieferungen aus der chassidischen Bewegung, beginnend bei Rabbi Israel Baal Schem Tow bis zu Rabbi Yosef Yitzchaks eigener Kindheit. Diese Überlieferungen hatte er im Lauf seines Lebens von verwandten Mitgliedern der Schneersohn-Dynastie oder älteren Chassidim gehört. Viele der überlieferten chassidischen Geschichten werden von Joseph Jizchak Schneersohn mit praktischen Anleitungen für den Dienst Gottes versehen; bisweilen verortet er sie auch im Kontext der theoretischen Lehre des Chassidismus. In seinem Sefer Ha-Sichronot („Buch der Erinnerungen“, 2 Bd.) schildert er viele dieser Geschichten in einer ausführlichen Version ohne theoretische Ableitungen. Die Anthologie von Chabad-Geschichten Ozar Sipure Chabad (18 Bd.) greift über weite Teile auf Texte von Rabbi Yosef Yitzchak zurück.
In den Jahren 1941–1945 gab Rabbi Yosef Yitzchak die Zeitschrift Ha-Kria we ha-Keduscha heraus, die die jüdischen Gemeinden in den USA auf die prekäre Lage der Juden unter der Nazi-Herrschaft in Europa aufmerksam machen sollte.

### Rabbi Menachem Mendel Schneerson
Rabbi Menachem M. Schneerson, der siebte Rebbe der Chabad-Dynastie, trug seine Erklärungen zur Tora stets in der Synagoge 770 Eastern Parkway vor. Sie wurden unter folgenden Titeln veröffentlicht:
- Maamarim Melukat (5 Bd.)
- Likkute Sichot (39 Bd.) – Erklärungen zu den Wochenabschnitten der Tora
- Sefer HaSichot (10 Bd.) – Erklärungen zu den Wochenabschnitten der Tora
- Biurim le-Pirusch Raschi al ha-Tora (5 Bd.) – Erklärungen zu Raschis Kommentar zum Pentateuch
- Haggada Schel Pesach (2 Bd.) – Erklärungen zur Haggada und dem Pessachfest
- Hadranim Al ha-Schass (2 Bd.) – Erklärungen zum Talmud

Diese Werke wurden alle von R. Menachem M. Schneerson redigiert. Die wesentlich umfangreichere Ausgabe seiner unredigierten Tora-Interpretationen unter dem Titel Torat Menachem – Hitwaadujot befindet sich in Arbeit. Derzeit verfügbar sind 36 Bände (behandelt die Jahrgänge 1951–1963; Stand Dezember 2008) in einer neuen Ausgabe, und 43 Bände (beinhaltet die Jahrgänge 1982–1992) in einer alten Ausgabe.
Seine Briefe wurden unter dem Titel Igrot Kodesch (28 Bd.) publiziert, Teile seiner englischsprachigen Korrespondenz unter dem Titel Letters from the Rebbe (4 Bd.) bzw. The Letter and the Spirit.

## Weitere Literatur – Kommentarbände zum Buch Tanja
Hebräisch und Jiddisch
- Josef Weinberg: Schiurim be-Sefer ha-Tanya, Jiddisch, 3 Bd., New York 1992, ISBN 0-8266-5526-2.
- Yekutiel Green: Maskil le-Eitan, 14 Bd., Kfar Chabad, keine ISBN.
- Adin Even-Israel (Steinsaltz): Biur Tanya, 8 Bd., Milta, Jerusalem 1997, keine ISBN.
- Levi Yitzchak Ginzburg: Pniney Tanya, 5 Bd., Kfar Chabad 1994, keine ISBN.
- Avraham Schmuel Bukiet: Neser ha-Tanya, 2 Bd., Kfar Chabad 2007, keine ISBN.

Englisch
- Adin Steinsaltz: Opening the Tanya (Bd. 1), Learning from the Tanya (Bd. 2), Understanding the Tanya (Bd. 3)

Literatur zu Chabad-Bräuchen
- Sefer Minhagim Chabad
- Schaare Halacha u-Minhag (5 Bd.), Machon Hechal Menachem, Jerusalem 1993
- Jehoschua Mondschein (Hrsg.): Ozar Minhage Chabad (2 Bd.)
- Elijahu Jochanan Gourary: Chikre Minhagim. Mekorot, Taamim we-Iyunim be-Minhage Chabad (2 Bd.), Cholon 1999 bzw. 2005, keine ISBN.